# Timar
Tîmâr býval za Osmanského Turecka institut, pomocí nějž se v době mezi 14. a 16. stoletím se materiálně vybavovala část armády. Navazoval na byzantskou pronii.

## Výhody a nevýhody obecně
V dobách a společnostech, kdy již či už byla výkonnost centrálních úřadů slabá a selhávaly i systémy soudní či policejní, bylo
jednodušší místo placení žoldu poskytnout námezdnímu vojákovi oblast, která ho živila. Poplatky a daně, které se platily (špatně) státu a někde cestou do ústředí se jejich významná část nebo i celé poztrácely, se nyní buď všechny nebo významná část ponechávaly timariotovi (držitel tîmâru). Pokud timarioté dodržovali své závazky, pak systém fungoval. Pokud ale poklesla schopnost státu plnění závazků vynucovat, pak bylo zle...

## Konkrétní podoba
Timarioté byli držitelé půdy, která jim byla dávána přímo sultánem či jeho veliteli se sultánovým pověřením. Byla jim ponechávána podstatná část příjmu z půdy, kterou měl výměnou za vojenskou službu. Rolníci usedlí na této půdě mu byli následně také předáni. Měl nad nimi policejní, ale nikoli soudní pravomoce – potrestáni mohli být pouze, když tak rozhodl soudce. To byl rozdíl od středověkých západoevropských rytířů, kteří navíc své léno dědili. Timarioté měli tato práva pouze osmanským státem propůjčena obvykle na tři roky. Na oplátku byli Timarijové odpovědní za ochranu lidí na své půdě a za rekrutování a cvičení svých vojáků. Původně byl každý timariot automaticky a výhradně sipahí, ale nikoli obráceně: byli i sipahíové – kapikuliští, kteří nebyli timarioté (i když někteří z nich za odměnu tîmâr drželi).
Tîmâr byla nejmenší část půdy držená sipahím, poskytující roční výnos okolo 20 000 akçí. Sipahí, který držel tîmâr byl zavázán poskytovat 5 vojáků (jebelijů). Ziamet byl tîmâr, vynášející mezi 20 000 a 100 000 akçí a byl držen sipahíjskými důstojníky – museli poskytovat 20 vojáků. Has byla největší část půdy, dávající přes 100 000 akçí a byla držena pouze nejvyššími příslušníky armády – museli poskytovat mnohem více než 20 vojáků. S těmito vojáky byli povinnování každoroční vojenskou službou – účastí na vojenském tažení. Sultán se tedy nerozhodoval, jestli bude válka, ale kde a s kým. Proto byla v době fungování systému tîmârů a před jejím technickým zaostávánim Osmanská říše tak vytrvalým a tehdy tedy nebezpečným nepřítelem evropským státům.
Jebeli znamená ozbrojený či obrněný a tito vazalové měli mít koně a být plně vyzbrojeni jako sipahí sám. Byli většinou syny, bratry či bratranci sipahíje a jejich postavení bylo podobné spíše panošům než mužům ve zbrani.

## Degradace
Vojensky úspěšní janičáři se dožadovali odměn ve formě tîmârů a i jinak se jich začínalo nedostávat. Řada jednotlivých tîmârů vynášela více než oněch vyžadovaných 20 000 akçí a dělily se a jednotlivé díly tvořily další tîmâr.
Výsledkem bylo, že jeden timariot měl svůj tîmâr ve více obcích a jedna obec často měla více než jednoho timariota.
Policejní pravomoce se křížily a kontrola přidělování a držba tîmârů byla dosti komplikovaná a s postupující korupcí osmanských úřadů od konce 16. století a také se zvýšenou vahou pěchoty vybavené střelnými zbraněmi (puška byla levnější než kůň) byly tîmâry
přidělovány často bez původního protiplnění, které také postupně přestalo být kontrolováno.